# آرخانگلسک

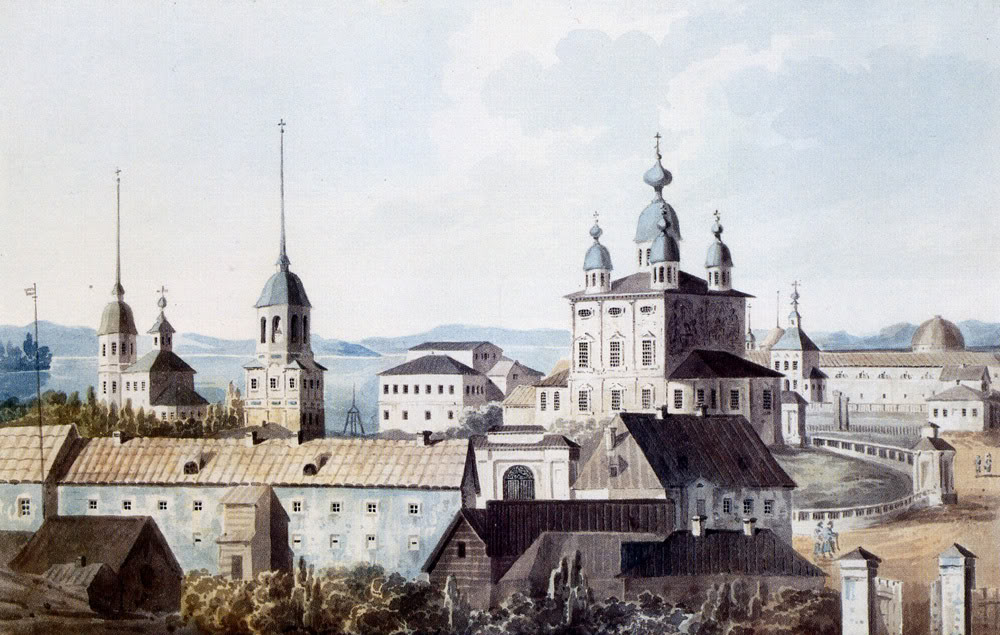
کلیسای تثلیث در آرخانگلسک، سال ۱۸۲۶.

شهر آرخانگِلْسک (به روسی: Архангельск) مرکز استان آرخانگلسک روسیه است.
جمعیت این شهر قطبی ۳۵۰ هزار نفر است.
این شهر تنها بندر شمالی روسی است که تمام سال در آن کشتیرانی بدون مشکلی انجام می‌شود و به این دلیل در جهان معروف است.

## نام شهر
این شهر به نام فرشته مقرب میکائیل که در روسی Арха́нгел (آرخانگل) نامیده می‌شود نام گذاری شده‌است و این در نشان (نشان‌شناسی) این شهر موجود است.

## پیشینه
منطقه‌ای که این شهر امروزه در آن واقع است نزد وایکینگ‌ها با نام بیارمالند شناخته می‌شد. در سده دوزادهم نوگورودی‌ها صومعه‌ای به نام صومعه فرشته مقرب میکائیل در این محل، در نزدیکی رود دوینای شمالی، بنیاد کردند. از آنجا که فرشته مقرب در زبان روسی Арха́нгел (آرخانگل) نامیده می‌شود این محل بعدها آرخانگلسک یعنی شهر فرشته مقرب نام گرفت.
در سال ۱۵۸۱ و در پی جنگ لیوونی، روسیه دسترسی به دریای شرق را از دست داد و در همان سال یک لشکر از مزدوران سوئد به رهبری پونتوس دلا گاردیه شهر راهبردی ناروا را تصرف کرد. با این کار، روس‌ها ناچار شدند برای گزینه دیگر متوجه دریای سفید شوند.